# Liste von Basketballvereinen in Andorra
Diese Liste ist eine Aufstellung von Basketballvereinen in Andorra.
| Verein                  | Logo | Ort                 | Nationale Meisterschaften | Sportstätte            | Sonstiges und Webadresse                                                | Belege            |
| ----------------------- | ---- | ------------------- | ------------------------- | ---------------------- | ----------------------------------------------------------------------- | ----------------- |
| BC Andorra              |      | Andorra La Vella    |                           | Poliesportiu d’Andorra | Verein ist dem Spanischen Verband zugeordnet. / Männer und Frauen       | [ 1 ] [ 2 ] [ 3 ] |
| BC Encamp               |      | Encamp              |                           |                        | Männer und Frauen                                                       | [ 4 ]             |
| UE Engordany            |      | Escaldes-Engordany  | 2011, 2012, 2014, 2015    |                        | Mehrspartensportverein / Lliga Andorrana de Bàsquet / Männer und Frauen | [ 4 ]             |
| BC La Massana           |      | La Massana          |                           |                        | Männer und Frauen                                                       | [ 4 ]             |
| BC Principat-Estudiants |      | Andorra La Vella    |                           |                        | Männer und Frauen                                                       | [ 4 ]             |
| CE Janer                |      | Andorra La Vella    |                           |                        | Männer und Frauen                                                       | [ 4 ]             |
| CE Sant Ermengol        |      | Andorra La Vella    |                           |                        | Männer und Frauen                                                       | [ 4 ]             |
| CE Sant Julià           |      | Sant Julià de Lòria |                           |                        | Männer und Frauen                                                       | [ 4 ]             |

Diese Tabelle erhebt keinen Anspruch auf Vollständigkeit.